# Stazione di Cardano
La stazione di Cardano (in tedesco Haltestelle Kardaun) è stata una fermata ferroviaria posta sulla linea Brennero-Verona. Serviva il centro abitato di Cardano, frazione del comune di Cornedo all'Isarco.

## Strutture e impianti
L'impianto era dotato di due binari e di una piccola costruzione in legno con tetto a uno spiovente. Il fabbricato viaggiatori venne demolito negli anni novanta per far spazio alle barriere antirumore.